# Свидова (Тернопольская область)
Свидова (укр. Свидова) — село в Толстенской поселковой общине Чортковского района Тернопольской области Украины.
Население по переписи 2001 года составляло 1187 человек, по данным 2025 года составляет 976 человек. Почтовый индекс — 48544. Телефонный код — 3552.